# Patricia Highsmith

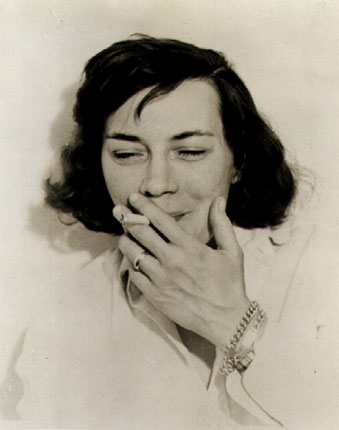
Patricia Highsmith (1962)

Urnengrab von Patricia Highsmith in Tegna, Schweiz

Patricia Highsmith (* 19. Januar 1921 als Mary Patricia Plangman in Fort Worth, Texas; † 4. Februar 1995 in Locarno, Schweiz) war eine US-amerikanische Schriftstellerin, die auch unter dem Pseudonym Claire Morgan schrieb. Sie verbrachte den größten Teil ihres Lebens in Europa.
Highsmith verfasste vor allem psychologische Kriminal- sowie zeitgenössische Romane. Im Mittelpunkt ihrer Werke steht nicht die Aufklärung von Verbrechen („Whodunit“), sondern die Umstände und Motive („Whydunit“), die einen unauffälligen Durchschnittsmenschen ins Verbrechen treiben. Sie interessierte sich weniger für die moralischen Aspekte ihrer Geschichten als für das Innenleben ihrer Protagonisten. Mit ihren Kurzgeschichten bewegte sie sich in allen Genres, inklusive Horror und Science-Fiction.
Ihr erster Roman Strangers on a Train wurde 1951 von Alfred Hitchcock verfilmt und machte sie weltweit bekannt. Zahlreiche weitere Romane und Storys von Highsmith wurden für das Kino oder Fernsehen adaptiert sowie für Rundfunk und Theater bearbeitet.
Patricia Highsmiths literarisches Werk wurde vielfach ausgezeichnet. Bereits eine ihrer ersten Erzählungen, die Kurzgeschichte The Heroine, die 1945 erschien, wurde unter die besten US-amerikanischen Kurzgeschichten des Jahres gewählt. Die amerikanische Autorenvereinigung Mystery Writers of America (MWA) nominierte sie drei Mal: 1951 für Strangers on a Train in der Kategorie „Best First Novel“, 1956 für The Talented Mr. Ripley in der Kategorie „Best Novel“ und 1963 für die Kurzgeschichte The Terrapin in der Kategorie „Best Short Story“. Die begehrte Edgar-Allan-Poe-Statue der MWA blieb ihr jedoch zeitlebens verwehrt. 1991 stand ihr Name auf der Vorschlagsliste für den Literatur-Nobelpreis, die Wahl fiel aber auf die Südafrikanerin Nadine Gordimer.

## Leben und Werk

### Kindheit und Jugend
Highsmiths Vater, Jay Bernhard Plangman (1887–1975), ein Sohn deutscher Auswanderer, kam in Fort Worth zur Welt und war Grafiker von Beruf. Auch ihre Mutter, Mary Coates (1895–1991), arbeitete als Grafikerin. Ihre Eltern ließen sich nach nur 18-monatiger Ehe neun Tage vor Patricias Geburt scheiden. Das Neugeborene wurde zunächst von seiner Großmutter Willie Mae Coates in Fort Worth aufgezogen. Ihre Mutter heiratete 1924 Stanley Highsmith (1901–1970), auch Grafiker von Beruf. Ihren leiblichen Vater lernte Highsmith erst mit zwölf Jahren kennen.
Zusammen mit ihrer Mutter und ihrem Stiefvater zog sie 1927 nach New York, wo sie bis 1938 die Julia Richman High School besuchte. Von 1938 bis 1942 studierte sie Englische Literaturwissenschaft mit Nebenfach Latein an dem renommierten Barnard College, das nur Frauen offensteht. Außerdem belegte sie zeitweise Kurse in Zoologie und Griechisch. Nach dem College-Abschluss arbeitete Highsmith in diversen Jobs, unter anderem als Verkäuferin in der Spielzeugabteilung eines New Yorker Kaufhauses. Schon in der Schulzeit hatte sie erste Geschichten und Gedichte geschrieben und ihre Ideen in Notizheften festgehalten. Sie beschäftigte sich auch intensiv mit Zeichnen und Malen und schwankte lange Zeit, welcher Beschäftigung sie sich in Zukunft mit ganzer Kraft widmen sollte. In der Collegezeit wurden einige ihrer Erzählungen in der Studentenzeitschrift Barnard Quarterly veröffentlicht. 1943 bekam sie eine Stelle als Comic-Texterin und Geschichtenentwicklerin beim Verlag Fawcett in New York. Ein erster Romanversuch namens The Click of the Shutting Anfang der vierziger Jahre blieb unvollendet.

### Die Schriftstellerin

#### Einflüsse
Wesentliche Anregungen bekam Highsmith durch das Buch The Human Mind (nicht auf Deutsch erschienen) des deutsch-amerikanischen Psychiaters Karl A. Menninger, das sie im elterlichen Bücherschrank fand und zu lesen begann, als sie acht Jahre alt war. In diesem populärwissenschaftlich geschriebenen Buch werden Personen mit den unterschiedlichsten psychischen Defekten geschildert. Highsmith selbst beschrieb den Einfluss dieses Buchs 1993 mit den Worten:

„Es waren Fallgeschichten – Kleptomanen, Pyromanen, Serienmörder – praktisch alles, was mental falsch laufen konnte. Die Tatsache, dass es sich um reale Fälle handelte, machte es so interessant und sehr viel wichtiger als Märchen. Ich merkte, dass diese Leute äußerlich völlig normal aussahen, und bemerkte, dass ich von solchen Menschen umgeben sein könnte.“

Ihre literarischen Vorbilder waren u. a. Dostojewski, Friedrich Nietzsche, Edgar Allan Poe, Joseph Conrad, Franz Kafka, Julien Green, Jean-Paul Sartre und Albert Camus.

#### Frühe Erfolge
Ihre im September 1941 geschriebene Kurzgeschichte The Heroine konnte sie 1944 an die Modezeitschrift Harper’s Bazaar verkaufen, die sie im August 1945 veröffentlichte. Die Kurzgeschichte wurde vom Preiskomitee des O.-Henry-Preises zu den besten des Jahres 1945 gewählt. Im Sommer 1948 bekam sie ein Stipendium für die Künstlerkolonie Yaddo in Saratoga Springs im Bundesstaat New York, eine Stiftung, die es Künstlern ermöglichen soll, eine Zeit lang in Ruhe zu arbeiten und gleichzeitig durch den Kontakt mit anderen Künstlern neue Anregungen zu erhalten. Hier schrieb sie große Teile ihres ersten Romans Strangers on a Train (deutscher Titel: Zwei Fremde im Zug), der 1950 erschien und großen Erfolg hatte. Alfred Hitchcock kaufte für 6800 US-Dollar die Rechte und verfilmte den Roman 1951. Am Drehbuch arbeitete unter anderem Raymond Chandler mit. Durch die Verfilmung ihres Werkes wurde Highsmith über Nacht weltberühmt.
1953 veröffentlichte sie unter dem Pseudonym Claire Morgan den Roman The Price of Salt, die Geschichte einer lesbischen Liebe mit glücklichem Ende. Eine Begegnung mit einer Kundin aus ihrer Zeit als Verkäuferin in der Spielwarenabteilung inspirierte sie zu dem Roman. Diese Frau übte einen merkwürdigen Zauber auf Highsmith aus. Highsmith selbst hatte zahlreiche Affären mit verheirateten Frauen. Zu einer persönlichen Begegnung mit der Kundin aus der Spielwarenabteilung kam es jedoch nie (genau wie später mit dem „Vorbild“ von Ripley). Das Pseudonym wählte Highsmith, um die eigene Homosexualität nicht öffentlich machen zu müssen. Im zunehmend konservativen gesellschaftlichen Klima der 50er Jahre fürchtete sie, als Autorin von lesbischen Geschichten abgestempelt zu werden und damit ihrer Karriere zu schaden. Der Roman hatte ebenfalls großen Erfolg. Von der Taschenbuchausgabe wurden fast eine Million Exemplare verkauft. Erst 1990 bekannte sie sich öffentlich zu seiner Verfassung, als der Roman unter dem Titel Carol neu aufgelegt wurde. Der Roman bildete 2015 die Vorlage für den Spielfilm Carol von Todd Haynes.
Die beiden frühen Erfolge verschafften Highsmith vorübergehend eine finanzielle Unabhängigkeit, die ihr ausgedehnte Reisen ermöglichte. Diese Reisen führten sie vor allem nach Europa und dienten auch der Recherche für neue Romane. Oft suchte sie gezielt Orte auf, die in ihrem neuesten Projekt eine Rolle spielen sollten. Manchmal wurde sie aber auch erst während der Reise zu einem neuen Werk inspiriert, sei es durch den Schauplatz, sei es durch Begegnungen mit Menschen.

#### Tom Ripley
Highsmiths Werk wird häufig mit ihrer populärsten Romanfigur, Tom Ripley, identifiziert. Der Anblick eines allein am Strand von Positano entlanglaufenden jungen Mannes, vermutlich eines Amerikaners, war für sie der Ausgangspunkt der Schaffung zweier sich gegenüberstehender, äußerlich ähnlicher Hauptfiguren, die später die Namen Tom Ripley und Richard Greenleaf erhielten. Ripley ist ein amoralischer, hedonistischer Krimineller, der auch vor Mord nicht zurückschreckt. Im Gegensatz zu anderen ihrer Romanfiguren wird Ripley nicht von einem permanent schlechten Gewissen gequält, sondern handelt nach dem Motto „Der Zweck heiligt die Mittel“: In Interviews bekannte Highsmith wiederholt ihre Faszination für „das Böse“ und dessen Sieg über „das Gute“. Gleich im ersten Roman, Der talentierte Mr. Ripley (The Talented Mr. Ripley, 1955), ermordet Ripley einen reichen Amerikaner (Richard „Dickie“ Greenleaf) und nimmt dessen Identität an, um mit dessen Geld ein sorgenfreies Bohème-Leben ohne geregelte Arbeit führen zu können. Das Buch war ein großer Erfolg bei Lesern und Kritikern und wurde u. a. mit dem angesehenen französischen Grand prix de littérature policière ausgezeichnet.
Zusätzliche Popularität gewann das Buch 1960 durch die Verfilmung von René Clément mit Alain Delon als Ripley (deutscher Filmtitel: Nur die Sonne war Zeuge). Das konventionelle Ende des Films lief jedoch dem Geist der Vorlage zuwider. 1999 folgte eine weitere Verfilmung des Stoffes durch Anthony Minghella mit Matt Damon in der Rolle des Tom Ripley (deutscher Filmtitel: Der talentierte Mr. Ripley) und 2024 als Netflixserie von Steven Zaillian mit Andrew Scott in der Hauptrolle.
Obwohl Highsmith sich schon 1958 mit Plänen zu einer Fortsetzung trug, kam erst 1970 mit Ripley Under Ground ein weiterer Roman um die schillernde Hauptfigur heraus, dem dann noch drei weitere folgten: Ripley’s Game (1974), Der Junge, der Ripley folgte (The Boy Who Followed Ripley, 1980) und Ripley Under Water (1991) (die deutschen Ausgaben haben die amerikanischen Originaltitel zumeist beibehalten). Einige dieser Fortsetzungen wurden ebenfalls verfilmt; der bekannteste unter ihnen ist Wim Wenders’ 1977 entstandener Film Der amerikanische Freund (nach Ripley’s Game) mit Dennis Hopper in der Rolle des Tom Ripley.
Alle fünf Romane wurden zwischen 1989 und 1992 unter verschiedenen Regisseuren auch als Hörspiel bearbeitet.

#### Weitere Werke
Auch Highsmiths übrige Werke fanden ihr Publikum, wobei diese in Europa größere Popularität genossen als in den USA. Während die Ripley-Romane vordergründiger (Konsum und ein verfeinerter Lebensstil spielen eine große Rolle) und aktionsreicher sind, findet man in ihren anderen Romanen Schilderungen von psychischen und sozialen Erosionsprozessen. Häufiger Ausgangspunkt sind zwei antagonisierende, scheinbar gegensätzliche, aber in bewusster oder unbewusster Abhängigkeit zueinander stehende Protagonisten (Strangers on a Train, The Blunderer, The Two Faces of January, Those Who Walk Away). In This Sweet Sickness und The Cry of the Owl untersuchte sie von Zwanghaftigkeit angetriebene Charaktere. In späteren Romanen wie The Tremor of Forgery, A Dog’s Ransom oder People Who Knock on the Door trat die Kriminalhandlung mehr und mehr zugunsten der Schilderung von Personen und Milieus in den Hintergrund.
Unter ihren kürzeren Erzählungen finden sich sowohl pointierte Kurzgeschichten mit ausgeprägtem Sinn für Makabres und schwarzen Humor als auch Charakterstudien mit bestürzendem Ausgang (The Terrapin, When the Fleet was in at Mobile). Kurzgeschichten aus den Jahren 1939 bis 1949, darunter einige auf Deutsch erstveröffentlichte, publizierte Diogenes zu ihrem 100. Geburtstag 2021 in dem neuen Buch „Ladies.“ Frühe Stories.
Neben ihrem erzählerischen Werk veröffentlichte Highsmith 1966 den Essay Plotting and Writing Suspense Fiction, eine Art Werkstattbericht. 1958 illustrierte sie das Kinderbuch Miranda the Panda is on the Veranda; den Text schrieb ihre Freundin Doris Sanders. 1995 veröffentlichte der Diogenes Verlag einen Band mit Zeichnungen von Patricia Highsmith. Sporadisch versuchte sich Highsmith auch an Drehbüchern, Theater- und Radiobearbeitungen, jedoch nur mit geringem Erfolg.

#### Leben in Europa
1963 zog sie nach Europa, wo sie es selten mehr als einige Jahre am selben Ort aushielt. Nach einem mehrmonatigen Aufenthalt im süditalienischen Fischerdorf und Künstlerort Positano lebte sie von Ende 1963 bis 1967 im Vereinigten Königreich, von 1967 bis 1981 in Frankreich zunächst in der Gegend von Fontainebleau. In den 1970er Jahren hatte sie ein Haus in Montcourt-Fromonville am Canal du Loing. Ihre Bewunderer Peter Handke und Wim Wenders besuchten sie dort im Oktober 1974, um ihr ideenmäßig von Ripley’s Game abgeleitetes Filmprojekt Der amerikanische Freund anzubahnen, mit dem Highsmith im Nachhinein nicht einverstanden war.

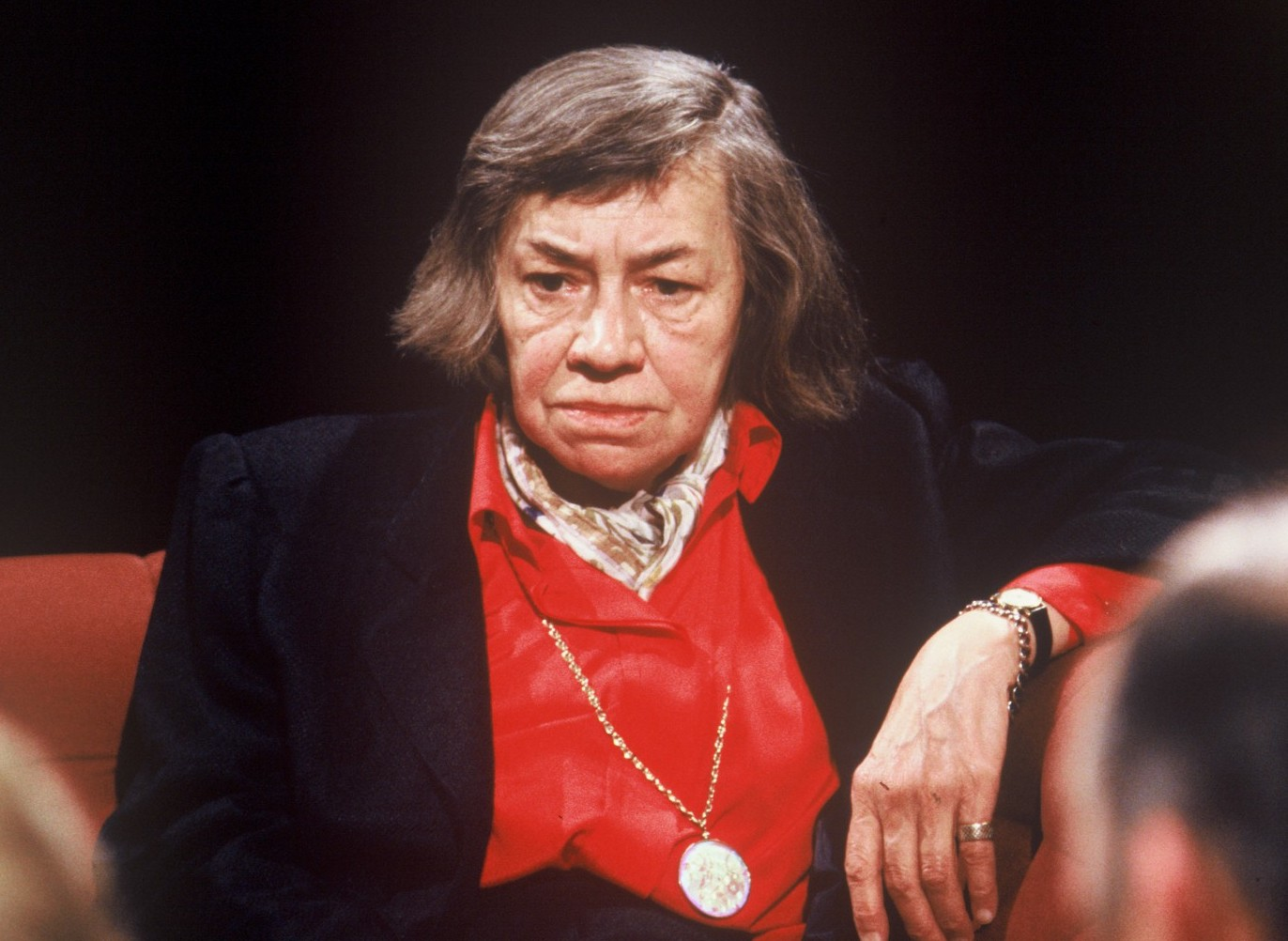
Patricia Highsmith (1988)

Ab 1981 lebte sie, da ihr die Einkommensteuerveranlagung sowohl in den USA als auch in Frankreich gar nicht gefiel, in der italienischsprachigen Schweiz.
Am 4. Februar 1995 starb sie in einem Krankenhaus in Locarno an einem Krebsleiden. Beigesetzt wurde sie auf dem Friedhof ihres letzten Wohnortes Tegna im Tessin. Sie setzte die Stiftung Künstlerkolonie Yaddo als Haupterbin ein, wo sie 1948 drei Monate gelebt und ihren ersten Roman geschrieben hatte. Schon zu Lebzeiten hatte sie diese Stiftung mit mehreren großzügigen Schenkungen unterstützt.

## Rezeption
Die Einordnung von Patricia Highsmiths literarischem Werk ist international uneinheitlich. In Europa wird sie als Schriftstellerin von hohem literarischen Rang eingeordnet. Der US-amerikanische Literaturkritiker Michael Dirda hielt über sie fest:

„Europäer verehren sie als Autorin psychologischer Romane, als Teil einer existentialistischen Tradition, zu der auch die von ihr geschätzten Schriftsteller gehören. Zu nennen sind insbesondere Dostojewski, Conrad, Kafka, Gide und Camus.“

In ihrem Geburtsland, den Vereinigten Staaten, war sie trotz der frühen Erfolge nicht so hoch angesehen wie in Europa. Bis heute ist ihr erster Roman Strangers on a Train der in den USA bekannteste, wozu nach Ansicht von Martha Hailey Dubose vor allem die Verfilmung durch Hitchcock beitrug. Erst seit kurzem wird sie auch in den Vereinigten Staaten von einem breiteren Publikum wiederentdeckt. Mehr als in Europa hatte sie hier mit dem Schubladendenken von Verlegern und Kritikern zu kämpfen. Für eine Kriminalautorin war sie manchen zu literarisch, für die Literaten war sie wiederum zu sehr Kriminalautorin. Selbst als sie bereits eine etablierte Schriftstellerin war, wurden ihre Bücher immer wieder von Verlagen abgelehnt, oder sie wurde aufgefordert, Manuskripte umzuschreiben oder zu kürzen. Dagegen wurde sie von vielen europäischen Schriftstellerkollegen wie Peter Handke, Graham Greene und Gabriele Wohmann sehr geschätzt. Der britische Literaturkritiker Julian Symons bezeichnete sie bereits 1985 als die wichtigste lebende Autorin von Kriminalliteratur. Martha Halley Dubose führt diese unterschiedliche Einschätzung auch darauf zurück, dass ihr europäisches Lesepublikum eher bereit war, einen psychopathischen Helden wie Tom Ripley zu akzeptieren, der nicht nur jeglicher Bestrafung entgeht, sondern auch keinerlei Reue zeigt.
Obwohl sie zwei leidenschaftliche Beziehungen zu Jüdinnen unterhielt, äußerte sich Highsmith in ihren Tagebüchern, persönlichen Aufzeichnungen sowie gegenüber Freunden wiederholt rassistisch, unter anderem über Afroamerikaner, und antisemitisch. Sie benutzte darin zeittypische antijüdische Stereotype und bezeichnete den Holocaust als „Semicaust“ bzw. als „Holocaust Inc“, als ein für Juden der Nachkriegszeit angeblich profitables Unternehmen. Zeitweilig bezog sie offen Partei für die Palästinenser und schrieb unter Pseudonymen an europäische und nordamerikanische Zeitungen Briefe, die anti-israelische Ressentiments enthielten.
Romane und Erzählungen von Patricia Highsmith wurden bisher in 25 Sprachen übersetzt, darunter in die meisten europäischen Sprachen und ins Japanische. Die ersten Übersetzungen ins Deutsche kamen erst Anfang der sechziger Jahre beim Rowohlt Verlag heraus. Ab 1968 erschienen ihre Werke im Diogenes Verlag, Zürich, der seit 1980 weltweiter literarischer Agent ihrer Werke ist. Seit 1993 hält der Verlag die Weltrechte an ihrem Gesamtwerk.
2022 wurde der Dokumentarfilm Loving Highsmith veröffentlicht, inszeniert von Eva Vitija. Im Fokus stehen dabei die Identitätssuche und das lesbische Liebesleben von Highsmith, das anhand von Tagebuchnotizen, Gesprächen mit ehemaligen Geliebten und Befragungen von Familienangehörigen beleuchtet wird.

## Werkausgabe
2002 begann der Diogenes Verlag eine komplette Neuübersetzung ihres Werks, die insgesamt 31 Bände sowie einen Materialienband umfassen wird und im Jahr 2006 abgeschlossen sein sollte. Herausgeber sind Paul Ingendaay und Anna von Planta. Bei dieser Gelegenheit erfuhr man auch, dass viele Highsmith-Romane früher nur in gekürzten Fassungen auf Deutsch publiziert worden waren, unter anderem bei Rowohlt, aber auch von Diogenes, wobei nicht auf die Kürzungen hingewiesen worden war. So wurde ihr erster Roman Strangers on a Train in der deutschen Erstausgabe um etwa ein Drittel gekürzt. Eine spätere vollständigere, aber immer noch nicht komplette Ausgabe im Diogenes Verlag wurde im Copyright-Vermerk als „erste vollständige Ausgabe“ verkauft. In den Nachworten der Neuausgaben finden sich keine Hinweise, welche Stellen warum gekürzt wurden. Zudem erlaubten sich auch die Neuübersetzungen kleinere Freiheiten und Auslassungen.
Zeitweise vertrieb Diogenes parallel die neu edierten und ergänzten gebundenen Ausgaben und die früheren unvollständigen Taschenbuchausgaben. Erst nach und nach werden die Taschenbuchausgaben umgestellt.
Der Nachlass von Highsmith, der etwa 50 laufende Regalmeter umfasst, wird im Schweizerischen Literaturarchiv in Bern aufbewahrt. Er besteht neben den Manuskripten vor allem aus Briefen, Tagebüchern und Notizheften, in denen sie die Ideen für ihre Romane und Geschichten skizzierte. 2003 veröffentlichte der britische Journalist Andrew Wilson eine umfangreiche Biographie unter dem Titel Beautiful Shadow: A Life of Patricia Highsmith (dt. Schöner Schatten. Das Leben von Patricia Highsmith).
2021 wurden die Notiz- und Tagebücher von Highsmith veröffentlicht, unter teilweiser, editorisch unpräziser Weglassung antisemitischer Äußerungen. Die Notizen zeigen sowohl die Einsamkeit, den Selbst- und Welthass als auch die Genialität der Autorin und umfassen einen Zeitraum von rund 50 Jahren. Im New York der 1940er Jahre lebte Highsmith ihre Homosexualität zunächst selbstbewusst und offen aus und verkehrte in Kreisen der lesbischen Bohème der Stadt. In den Tagebüchern beschreibt sie zahllose intensive, jedoch meist kurze Liebesbeziehungen. Zugleich wird deutlich, wie sich das gesellschaftliche Klima in den USA zu Beginn des Kalten Krieges ändert und Highsmith gesellschaftliche Repressionen befürchten lässt. So versuchte Highsmith Ende der 40er Jahre zwei Mal, ihre Homosexualität mit Hilfe von Psychoanalyse zu „kurieren“.

## Bibliografie
Patricia Highsmith publizierte 22 Romane, davon fünf mit der Hauptfigur Tom Ripley. Daneben verfasste sie eine Vielzahl von Kurzgeschichten, die zu ihren Lebzeiten in insgesamt sieben Sammelbänden veröffentlicht wurden. Die wichtigsten Erzählungen aus dem Nachlass wurden 2002 in zwei Bänden auf Deutsch veröffentlicht, auf Englisch im selben Jahr in einer einbändigen Ausgabe. Die Erscheinungsdaten der komplettierten Neuübersetzungen der Diogenes-Werkausgabe sind mit „Diogenes-WA“ gekennzeichnet.

### Ripley-Romane
- The Talented Mr. Ripley (1955; dt. 1961 Nur die Sonne war Zeuge, Rowohlt; 1979 Der talentierte Mr. Ripley; Diogenes-WA 2002, übersetzt von Melanie Walz. ISBN 3-257-06404-7)
- Ripley Under Ground (1970; dt. 1972 Ripley Under Ground. Diogenes-WA 2002, übersetzt von Melanie Walz. ISBN 3-257-06414-4)
- Ripley’s Game (1974; dt. 1976 Ripley’s Game oder Regel ohne Ausnahme; 1977 Ripley’s Game oder Der amerikanische Freund; Diogenes-WA 2003, übersetzt von Matthias Jendis, ISBN 3-257-06416-0)
- The Boy Who Followed Ripley (1980; dt. 1980 Der Junge, der Ripley folgte; Diogenes-WA 2004, übersetzt von Matthias Jendis, ISBN 3-257-06418-7)
- Ripley Under Water (1991; dt. 1991 Ripley Under Water; Diogenes-WA 2004, übersetzt von Matthias Jendis, ISBN 3-257-06421-7)

### Andere Romane
- Strangers on a Train (1950; dt. 1967 Alibi für zwei, Rowohlt; 1974 Zwei Fremde im Zug; Diogenes-WA 2001, übersetzt von Melanie Walz, ISBN 3-257-06401-2)
- The Price of Salt (1952, veröffentlicht unter dem Pseudonym Claire Morgan; 1990 WA Carol unter ihrem eigenen Namen; dt. 1990 Carol; Diogenes; -WA 2005, Salz und sein Preis, übersetzt von Melanie Walz, ISBN 3-257-06402-0)
- The Blunderer (1954; dt. 1962 Der Stümper, Rowohlt; 1974 Der Stümper; Diogenes-WA 2005, neu übersetzt von Melanie Walz, ISBN 3-257-23403-1)
- Deep Water (1957; dt. 1963 Stille Wasser sind tief, Rowohlt; 1976 Tiefe Wasser; Diogenes-WA 2003, übersetzt von Nikolaus Stingl. ISBN 3-257-23405-8)
- A Game for the Living (1958; dt. 1969 Tod im Dreieck, Rowohlt; 1979 Ein Spiel für die Lebenden; Diogenes-WA 2005, übersetzt von Bernhard Robben ISBN 3-257-23406-6)
- This Sweet Sickness (1960; dt. 1964 Der süße Wahn; Diogenes-WA 2003, übersetzt von Christa E. Seibicke, ISBN 3-257-06407-1)
- The Cry of the Owl (1962; dt. 1964 Das Mädchen hinterm Fenster, Rowohlt; 1976 Der Schrei der Eule; Diogenes-WA 2002, übersetzt von Irene Rumler, ISBN 3-257-06408-X)
- The Two Faces of January (1964; dt. 1966 Unfall auf Kreta, Rowohlt; 1976 Die zwei Gesichter des Januars; Diogenes-WA 2003, übersetzt von Werner Richter, ISBN 3-257-06409-8)
- The Glass Cell (1964; dt. 1966 Das unsichtbare Gitter, Rowohlt; 1976 Die gläserne Zelle; Diogenes-WA 2003, übersetzt von Werner Richter, ISBN 3-257-06410-1)
- A Suspension of Mercy (1965, US-Titel The Story-Teller; dt. 1967 Mord mit zwei Durchschlägen, Rowohlt; 1977 Der Geschichtenerzähler; Diogenes-WA 2006, übersetzt von Matthias Jendis, ISBN 3-257-06411-X)
- Those Who Walk Away (1967; dt. 1968 Venedig kann sehr kalt sein; Diogenes-WA 2004, übersetzt von Matthias Jendis, ISBN 3-257-06412-8)
- The Tremor of Forgery (1969; dt. 1970 Das Zittern des Fälschers; Diogenes-WA 2001, übersetzt von Dirk van Gunsteren, ISBN 3-257-06413-6)
- A Dog’s Ransom (1972; dt. 1974 Lösegeld für einen Hund; Diogenes-WA 2002, übersetzt von Christa E. Seibicke, ISBN 3-257-20345-4)
- Edith’s Diary (1977; dt. 1980 Ediths Tagebuch; Diogenes-WA 2003, übersetzt von Irene Rumler, ISBN 3-257-23417-1)
- People Who Knock on the Door (1983; dt. 1983 Leute, die an der Tür klopfen; Diogenes-WA 2006, übersetzt von Manfred Allié, ISBN 3-257-06419-5)
- Found in the Street (1986; dt. 1986 Elsies Lebenslust; Diogenes-WA 2004, übersetzt von Dirk van Gunsteren, ISBN 3-257-06420-9)
- Small g – A Summer Idyll (1995; dt. 1996 Small g – eine Sommeridylle; Diogenes-WA 2006, übersetzt von Matthias Jendis, ISBN 3-257-06422-5)

### Erzählungen (Sammelausgaben)
- Eleven (1970, US-Titel The Snail-Watcher and Other Stories; dt. 1973 Gesammelte Geschichten, später Der Schneckenforscher; Diogenes-WA 2005, übersetzt von Dirk van Gunsteren, ISBN 3-257-23423-6)
- The Animal-Lover’s Book of Beastly Murder (1975; dt. Kleine Mordgeschichten für Tierfreunde; Diogenes-WA 2004, übersetzt von Melanie Walz, ISBN 3-257-06424-1)
- Little Tales of Misogyny (1975; dt. Kleine Geschichten für Weiberfeinde; Diogenes-WA 2004)
- Slowly, Slowly in the Wind (1979; dt. 1979 Leise, Leise im Wind; Diogenes-WA 2004, übersetzt von Werner Richter, ISBN 3-257-06425-X)
- The Black House (1981; dt. 1984 Keiner von uns; Diogenes-WA 2005, übersetzt von Matthias Jendis, ISBN 3-257-23426-0)
- Mermaids on the Golf Course (1985; dt. 1987 Nixen auf dem Golfplatz; Diogenes-WA 2005, übersetzt von Melanie Walz und Matthias Jendis, ISBN 3-257-06427-6)
- Tales of Natural and Unnatural Catastrophes (1987; dt. 1990 Geschichten von natürlichen und unnatürlichen Katastrophen)
- Nothing that Meets the Eye – The Uncollected Stories of Patricia Highsmith (2002; dt. 2002 in zwei Bänden: Die stille Mitte der Welt, frühe Stories 1938–1949, übersetzt von Melanie Walz, Die Augen der Mrs. Blynn, späte Stories 1952–1982, übersetzt von Christa E. Seibicke, Diogenes-WA 2002, Band 1 ISBN 3-257-06429-2, Band 2 ISBN 3-257-23430-9)
- Ladies : Frühe Stories, aus dem Amerikanischen von Melanie Walz, Dirk van Gunsteren und pocacio, Diogenes Verlag, München 2021, 320 S., ISBN 978-3-257-07152-8.

### Andere Publikationen
- Miranda the Panda Is on the Veranda (1958, Kinderbuch, Zeichnungen von Patricia Highsmith, Text von Doris Sanders)
- Plotting and Writing Suspense Fiction (1966, Essay; dt. 1990 Suspense oder Wie man einen Thriller schreibt)
- Patricia Highsmith – Zeichnungen (1995, Diogenes Verlag)
- Die Tage- und Notizbücher, hrsg. v. Anna von Planta, aus dem Amerikanischen von Melanie Walz, pociao, Anna-Nina Kroll, Marion Hertle und Peter Torberg, Diogenes, Zürich 2021, ISBN 978-3-257-07147-4.

### Unveröffentlicht
- The Click of the Shutting (1943, unvollendet)
- The Traffic of Jacob’s Ladder (1952, Manuskript ist verlorengegangen)
- The Straightforward Lie (1959/60)

## Verfilmungen (Auswahl)
- 1951: Der Fremde im Zug – Vereinigte Staaten, Regie: Alfred Hitchcock
- 1960: Nur die Sonne war Zeuge – Italien/Frankreich, Regie: René Clément (Romanvorlage: Der talentierte Mr. Ripley)
- 1962: Annabel – Vereinigte Staaten, Alfred Hitchcock presents…; Regie: Paul Henreid, Drehbuch: Robert Bloch (Romanvorlage: Der süße Wahn)
- 1962: Der Mörder (Le Meurtrier) – Frankreich, Regie: Claude Autant-Lara (Romanvorlage: Der Stümper)
- 1969: Wenn dich dein Mörder küsst (Once You Kiss a Stranger) – Vereinigte Staaten, Regie: Robert Sparr (Romanvorlage: Zwei Fremde im Zug)
- 1977: Der amerikanische Freund – BRD, Regie: Wim Wenders (Romanvorlage: Ripley’s Game oder Regel ohne Ausnahme)
- 1977: Süßer Wahn (Dites-lui que je l’aime) – Frankreich, Regie: Claude Miller (Romanvorlage: Der süße Wahn)
- 1978: Die gläserne Zelle – BRD, Regie: Hans W. Geißendörfer
- 1978: Armchair Thriller – A Dog’s Ransom (Sechsteiler) GB, Regie: Donald McWhinnie (Romanvorlage: Lösegeld für einen Hund)
- 1981: Stille Wasser (Eaux profondes) – Frankreich, Regie: Michel Deville
- 1983: Tiefe Wasser (TV-Film) – BRD, Regie: Franz Peter Wirth (Romanvorlage: Stille Wasser)
- 1984: Ediths Tagebuch – BRD, Regie: Hans W. Geißendörfer
- 1985: Die zwei Gesichter des Januars (TV-Film) – BRD, Regie: Wolfgang Storch und Gabriele Zerhau
- 1987: Der Schrei der Eule – Frankreich, Regie: Claude Chabrol
- 1987: Der Schrei der Eule (TV-Film) – BRD, Regie: Tom Toelle
- 1990: The Day of Reckoning (in der TV-Serie Mistress of Suspense, auch Chillers) – Frankreich/England, Regie: Samuel Fuller (Zwölf Folgen der Serie basieren auf Kurzgeschichten von Highsmith)
- 1991: Der Geschichtenerzähler – Deutschland, Regie: Rainer Boldt
- 1993: Trip nach Tunis – BRD, Regie: Peter Goedel (Romanvorlage: Das Zittern des Fälschers)
- 1996: Ein nicht ganz perfekter Mord (Once You Meet a Stranger) (TV-Film) – Vereinigte Staaten, Regie: Tommy Lee Wallace (Romanvorlage: Zwei Fremde im Zug)
- 1996: La Rançon du chien – Frankreich, Regie: Peter Kassovitz (Romanvorlage: Lösegeld für einen Hund)
- 1999: Der talentierte Mr. Ripley – Vereinigte Staaten, Regie: Anthony Minghella
- 2002: Ripley’s Game – Italien/Vereinigte Staaten/England, Regie: Liliana Cavani
- 2005: Ripley Under Ground – BRD, Regie: Roger Spottiswoode
- 2009: Der Schrei der Eule – Kanada/BRD/England/Frankreich, Regie: Jamie Thraves
- 2014: Die zwei Gesichter des Januars (The Two Faces of January) – Vereinigte Staaten/England/Frankreich, Regie: Hossein Amini
- 2015: Carol – Vereinigte Staaten/England, Regie: Todd Haynes (Romanvorlage: Salz und sein Preis)
- 2016: A Kind of Murder – Vereinigte Staaten, Regie: Andy Goddard (Romanvorlage: Der Stümper)
- 2022: Tiefe Wasser – Vereinigte Staaten, Regie: Adrian Lyne (Romanvorlage: Tiefe Wasser)
- 2024: Ripley (Netflix-Serie) – Vereinigte Staaten, Regie: Steven Zaillian (Romanvorlage: Der talentierte Mr. Ripley)

1982 lief in der Sendereihe The South Bank Show des britischen Senders London Weekend Television / ITV die Dokumentation Patricia Highsmith: A Gift for Murder. In dieser wurden Szenen aus Ripley Under Ground dramatisiert (mit Jonathan Kent als Tom Ripley).

## Hörspiele (Auswahl)
- 1985: Der Schrei der Eule – Norddeutscher Rundfunk (NDR)
- 1989: Der talentierte Mr. Ripley – Hessischer Rundfunk (HR) / Südwestrundfunk (SWF) / NDR, Redaktion: Peter Liermann
- 1989: Ripley Under Ground – HR / SWF, Redaktion: Peter Liermann
- 1990: Ripley’s Game – HR / SWF / NDR, Redaktion: Peter Liermann
- 1990: Operation Balsam – Hörspielbearbeitung und Regie: Hermann Naber; Mitwirkende: Walter Renneisen, Friedhelm Ptok, Siemen Rühaak, Wolfgang Condrus, Helmut Wöstmann, Dieter Eppler, Lilo Winter, Patrick Blank; Musik: Peter Zwetkoff; Produktion: SWF/NDR 1990[23]
- 1991: Der Junge, der Ripley folgte – HR/SWF/NDR, Redaktion: Peter Liermann
- 1992: Ripley Under Water – HR / SWF / NDR, Redaktion: Peter Liermann
- 1991: Die Heldin – Österreichischer Rundfunk
- 1994: Zwei Fremde im Zug – Süddeutscher Rundfunk / NDR
- 2003: Verwunschene Fenster – HR, Regie Norbert Schaeffer
- 2005: Tiefe Wasser – Westdeutscher Rundfunk Köln (WDR)
- 2006: Lösegeld für einen Hund – WDR, Redaktion Götz Schmedes
- 2009: The Complete Ripley – BBC Radio 4
- 2023: Der süße Wahn – NDR/Schweizer Radio und Fernsehen (SRF)
- 2023: Die gläserne Zelle – NDR/Schweizer Radio und Fernsehen (SRF)
- 2024: Die zwei Gesichter des Januars – NDR/Schweizer Radio und Fernsehen (SRF)

## Hörbücher (Auswahl)
- 2006: Kleine Mordgeschichten für Tierfreunde – Gelesen von Alice Schwarzer
- 2006: Katzengeschichten – Gelesen von Evelyn Hamann
- 2007: Der süße Wahn – Gelesen von Jochen Striebeck

## Auszeichnungen
- 1946: O.-Henry-Preis – Kategorie Best First-Published Story für: The Heroine[24]
- 1957: Grand prix de littérature policière – International für: Plein soleil – Monsieur Ripley (dt. Der talentierte Mr. Ripley; Original: The Talented Mr. Ripley)
- 1964: Dagger Award – Kategorie Best Foreign Novel für: The Two Faces of January (dt. Unfall auf Kreta)
- 1975: Grand Prix de l’Humour Noir für: L’Amateur d’escargot (dt. Der Schneckenforscher)
- 1979: Schwedischer Krimipreis – Kategorie Grand Master der Svenska Deckarakademin als Auszeichnung für das Lebenswerk der Autorin
- 1987: Prix Litteraire des Festival du cinéma américain von Deauville[25]
- 1990: Officier dans l’Ordre des Arts et des Lettres[26]
- 1993: Finnischer Krimipreis der Suomen dekkariseura als Auszeichnung für ihr Gesamtwerk

### Biografien
- Richard Bradford: Devils, Lusts and Strange Desires. The Life of Patricia Highsmith, Bloomsbury, 2021, ISBN 978-1-4482-1790-8.
- Franz Cavigelli, Fritz Senn & Anna von Planta (Hrsg.): Patricia Highsmith. Leben und Werk. Diogenes, Zürich 1996, ISBN 978-3-257-22892-2. (Soll im Rahmen der Werkausgabe in erweiterter Form neu aufgelegt werden)
- Martha Hailey Dubose: Women of Mystery. The Lives and Works of Notable Women Crime Novelists. Thomas Dunne Books, New York 2011, ISBN 978-0-312-27655-3.
- Marijane Meaker: Highsmith. A Romance of the 1950’s. Cleis Press, San Francisco 2003, ISBN 978-1-5734-4171-1.
  - Deutsch: Meine Jahre mit Pat. Aus dem Englischen von Manfred Allié. Diogenes, Zürich 2005. ISBN 978-3-257-06498-8.
- Joan Schenkar: The Talented Miss Highsmith. The Secret Life and Serious Art of Patricia Highsmith. St. Martin’s Press, New York 2009, ISBN 978-0-3123-0375-4.
  - Deutsch: Die talentierte Miss Highsmith. Aus dem Amerikanischen von Renate Orth-Guttmann, Katrin Betz & Anna-Nina Kroll. Diogenes, Zürich 2015, ISBN 978-3-257-06898-6.[27]
- Andrew Wilson: Beautyful Shadow. A Life of Patricia Highsmith. Bloomsbury, 2003, ISBN 978-1-5823-4411-9.
  - Deutsch: Schöner Schatten. Das Leben von Patricia Highsmith. Aus dem Englischen von Anette Grube & Susanne Röckel. Berlin-Verlag, Berlin 2003, ISBN 978-3-8270-0517-5.

### Sekundärliteratur
- Roland Hoja: Ripley & Co – Die sieben Todsünden des Kleinbürgers oder Kleinbürgerlichkeit und dekadente Genialität in tragenden Roman-Figuren der Patricia Highsmith. NordPark, Wuppertal 2011, ISBN 978-3-935421-68-3.
- Ulrich Weber (Hrsg.): Patricia Highsmith. Quarto, Zeitschrift des Schweizerischen Literaturarchivs, Nr. 54, Slatkine, Genf 2024.[28]

## Dokumentarfilm
- Loving Highsmith. Dokumentarfilm, Schweiz 2022, 84 Min., Regie: Eva Vitija